# Aeroportul Borrego Valley
Aeroportul Borrego Valley (IATA: BXS, FAA LID: L08) este un aeroport din California, Statele Unite ale Americii ce deservește zona Borrego Springs⁠(d). Aeroportul a fost tranzitat în 2019 de 40 de pasageri.
Situat la o altitudine de 158 m, aeroportul dispune de 1 pistă.

## Infrastructură

### Piste
Aeroportul dispune de o singură pistă. Pista 08/26 are suprafața de asfalt și dimensiunile 5.011 picioare × 75 picioare. 